# Characopygus
Characopygus is een geslacht van  echte halmwespen (familie Cephidae).

## Soorten
- C. modestus Dovnar-Zapolskij, 1931
- C. scythicus Dovnar-Zapolskij, 1931